# Răzoarele, Constanța
Răzoarele (în trecut Curuorman, în turcă  Kuru-Orman) este un sat în comuna Oltina din județul Constanța, Dobrogea, România. La recensământul din 2002 avea o populație de 701 locuitori.